# Cas Jansen
 (octobre 2018).
Si vous disposez d'ouvrages ou d'articles de référence ou si vous connaissez des sites web de qualité traitant du thème abordé ici, merci de compléter l'article en donnant les références utiles à sa vérifiabilité et en les liant à la section « Notes et références ».
Cas Jansen, né le 24 juin 1977 à Badhoevedorp, est un acteur néerlandais.

## Filmographie
- 1996 : Fort Alpa
- 1997 : Karakter
- 1999 : All Stars
- 2000 : Leak de Jean van de Velde : Eddy Dolstra[2]
- 2002 : Croisière au clair de lune de Johan Nijenhuis[3]
- 2004 : The Preacher de Gerrard Verhage[4]
- 2005 : Too Fat Too Furious de Tim Oliehoek[5]
- 2006 : Elephants Dream de Bassam Kurdali[6]
- 2009 : The Hell of '63 de Steven de Jong[7]
- 2012 : Balance de Mark Ram : Henderson[8]
- 2012 : The Club Of Ugly Children de Jonathan Elbers[9]
- 2012 : Drôle de prof de Barbara Bredero : Joris[10]
- 2013 : Drôle de Prof 2 : Au camping de Barbara Bredero : Joris[11]
- 2014 : Wiplala, le lutin enchanteur de Tim Oliehoek[12]
- 2014 : Mister Twister on Stage de Barbara Bredero : Joris[13]
- 2018 : De Kameleon